# Raffaele Sansone
Raffaele Sansone (Montevideo, Uruguay, 20 de septiembre de 1910 - Bolonia, Italia, 11 de septiembre de 1994) fue un futbolista y director técnico ítalo-uruguayo. Se desempeñaba en la posición de centrocampista.

## Selección nacional
Debido a su ascendencia italiana fue internacional con la selección de fútbol de Italia en 3 ocasiones. Debutó el 20 de marzo de 1932, en un encuentro válido por la Copa Dr. Gerö ante la selección de Austria que finalizó con marcador de 2-1 a favor de los austriacos.

## Clubes

### Como futbolista
| Club            | País    | Año         | Partidos | Goles |
| --------------- | ------- | ----------- | -------- | ----- |
| C. A. Peñarol   | Uruguay | 1930        | 0        | 0     |
| Bologna F. C.   | Italia  | 1931 - 1945 | 291      | 41    |
| S. S. C. Napoli | Italia  | 1945 - 1946 | 1        | 0     |

### Como entrenador
| Club            | País   | Año         |
| --------------- | ------ | ----------- |
| S. S. C. Napoli | Italia | 1945 - 1946 |
| Bologna F. C.   | Italia | 1951        |
| A. S. Bari      | Italia | 1952 - 1953 |

## Palmarés

### Campeonatos nacionales
| Título  | Club          | País   | Año     |
| ------- | ------------- | ------ | ------- |
| Serie A | Bologna F. C. | Italia | 1935-36 |
| Serie A | Bologna F. C. | Italia | 1936-37 |
| Serie A | Bologna F. C. | Italia | 1938-39 |
| Serie A | Bologna F. C. | Italia | 1940-41 |

### Copas internacionales
| Título       | Equipo        | País   | Año  |
| ------------ | ------------- | ------ | ---- |
| Copa Mitropa | Bologna F. C. | Italia | 1932 |
| Copa Mitropa | Bologna F. C. | Italia | 1934 |